# Nyssia merana
Nyssia merana là một loài bướm đêm trong họ Geometridae.